# Wilhelm Jacoby
Pour les articles homonymes, voir Jacoby.
Wilhelm Jacoby né le 8 mars 1855 à Mayence et mort le 20 février 1925, à Wiesbaden est un écrivain allemand. 

## Biographie
Il est né le 8 mars 1855, il est le fils d'un éditeur à Mayence. Il commence à travailler dans une librairie et devient rédacteur en chef d'un journal de Basse-Silésie.
En 1878, il retourne à Mayence et prend la direction de la Mainzer Tageblatt. Il devient membre de l'Association du Carnaval de Mayence « Mainzer Carneval-Verein », fondé 1838, et son Président de 1884-1889. Il écrit des pièces de théâtre et des pièces carnavalesques.
En 1892, il hérite de la librairie de son père à Wiesbaden ou il s'installe comme un écrivain freelance. Son fils, Georg Jacoby, est un écrivain et réalisateur. 
Il est enterré au cimetière du Sud à Wiesbaden.

## Œuvres
- 1882 : Frauenlob
- 1883 : Die Fürstin von Athen
- 1890 : Pension Schöller (avec Carl Laufs (de))
- 1895 : Der Dukatenprinz
- 1913 : Die beiden Husaren. Operette (avec Rudolf Schanzer (en)). Musik: Leon Jessel. Première 6. février 1913 Berlin (Theater des Westens)